# Jongmyo

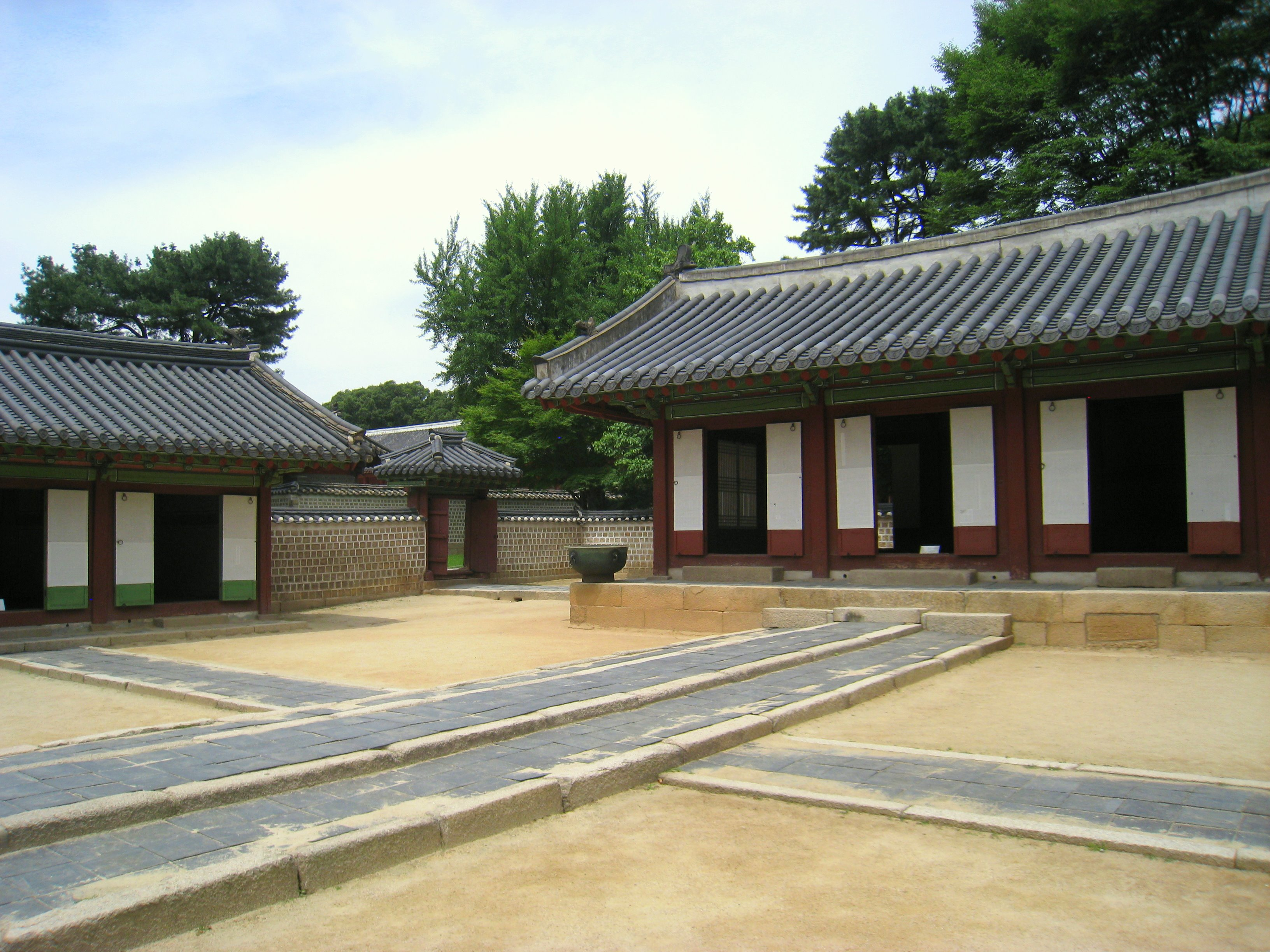

Jongmyo (hangul: 종묘, hanja: 宗廟) – najstarsze istniejące sanktuarium konfucjańskie, zbudowane pod koniec XIV i odbudowane po najeździe japońskim na początku XVII wieku, służące uczczeniu władców Korei z dynastii Yi państwa Joseon, sąsiadujące z pałacem Changdeok w Seulu, wpisane na listę UNESCO w 1995.